# Time Division Synchronous Code Division Multiple Access

Time Division Synchronous Code Division Multiple Access, ou TD-SCDMA est une technique de transmission pour la téléphonie mobile, dite de troisième génération (3G), développée par la Chine. Elle avait pour but de concurrencer les normes 3G déjà bien installées dans le monde de la téléphonie mobile telles que le WCDMA ou le CDMA 2000 tout en s'affranchissant, pour les compagnies chinoises, des brevets détenus par des personnes morales ou physiques de pays occidentaux.
Ce standard a été adopté par l'organisme 3GPP dans sa version Rel-4 publiée en 2001, il est connu sous l'appellation « UTRA TDD 1.28 Mcps option ».
Le TD-SCDMA a été développé en République populaire de Chine par l'académie chinoise des technologies de télécommunications (CATT), Datang Telecom et Siemens dans le but d'éviter les dépendances aux technologies occidentales. La motivation était avant tout liée à des raisons politiques et pratiques, car les autres normes 3G nécessitent le paiement de brevets détenus dans les pays occidentaux par un nombre important de sociétés.  
Forte de ses habitudes, la Chine, à l'origine du développement du TD-SCDMA, a déployé cette technologie sur son territoire de manière prioritaire (notamment sur le réseau de China Mobile), ce qui pose des problèmes techniques de compatibilité avec les modèles de téléphones et les smartphones les plus courants.